# Rochechouart
Rochechouart là một xã trong vùng Nouvelle-Aquitaine, thuộc tỉnh Haute-Vienne, quận Rochechouart, tổng Rochechouart. Tọa độ địa lý của xã là 45° 49' vĩ độ bắc, 00° 49' kinh độ đông. Rochechouart nằm trên độ cao trung bình là 265 mét trên mực nước biển, có điểm thấp nhất là 159 mét và điểm cao nhất là 313 mét. Xã có diện tích 53,88 km², dân số vào thời điểm 2006 là 5388 người; mật độ dân số là 68 người/km².

## Thông tin nhân khẩu
| 1962  | 1968  | 1975  | 1982  | 1990  | 1999  | 2006  |
| ----- | ----- | ----- | ----- | ----- | ----- | ----- |
| 4 093 | 4 059 | 4 196 | 4 053 | 3 985 | 3 667 | 3 808 |

## Các thành phố kết nghĩa
- Oettingen, Đức

## Địa điểm tham quan
- Nhà thờ Saint-Sauveur, thế kỉ 11.
- Lâu đài Rochechouart (Château de Rochechouart), thế kỉ 13.